# Cesaro (đô vật)
Claudio Castagnoli (sinh ngày 27/12/1980),  là một đô vật chuyên nghiệp người Thụy Sĩ . Anh hiện đang ký hợp đồng với All Elite Wrestling ( AEW ), nơi anh là thành viên của nhóm Blackpool Combat Club và một phần của bộ ba vô địch đai AEW World Trios Champions . Anh cũng biểu diễn cho chương trình khuyến mãi khác của AEW, Ring of Honor (ROH), nơi anh là cựu vô địch ROH World Champion hai lần . Anh được biết đến nhiều nhất khi còn ở WWE với tên gọi trên sàn đấu Cesaro (rút ngắn từ Antonio Cesaro) hay biệt danh "The Swiss Superman" (Siêu nhân Thụy Sĩ)